# Mesquite (Texas)
Mesquite és una ciutat dels Estats Units a l'estat de Texas. Segons el cens del 2007 est. tenia 136.750 habitants.

## Demografia
Segons el cens del 2000, Mesquite tenia 124.523 habitants, 43.926 habitatges, i 32.900 famílies. La densitat de població era de 1.107,3 habitants/km².
Dels 43.926 habitatges en un 43,1% hi vivien nens de menys de 18 anys, en un 56,4% hi vivien parelles casades, en un 14% dones solteres, i en un 25,1% no eren unitats familiars. En el 20,6% dels habitatges hi vivien persones soles el 4,9% de les quals corresponia a persones de 65 anys o més que vivien soles. El nombre mitjà de persones vivint en cada habitatge era de 2,82 i el nombre mitjà de persones que vivien en cada família era de 3,27.
Per edats la població es repartia de la següent manera: un 30,5% tenia menys de 18 anys, un 9,2% entre 18 i 24, un 33,9% entre 25 i 44, un 19,3% de 45 a 60 i un 7,1% 65 anys o més.
L'edat mediana era de 32 anys. Per cada 100 dones de 18 o més anys hi havia 89,2 homes.
La renda mediana per habitatge era de 50.424$ i la renda mediana per família de 56.357$. Els homes tenien una renda mediana de 37.756$ mentre que les dones 29.905$. La renda per capita de la població era de 20.890$. Aproximadament el 5% de les famílies i el 6,8% de la població estaven per davall del llindar de pobresa.

## Poblacions properes
El següent diagrama mostra les poblacions més properes.